# Велика Дајна
43° 48′ 43″ N 15° 21′ 43″ E / 43.81194° С; 15.36194° И
Велика Дајна је ненасељено острвце у хрватском дијелу Јадранског мора. Налази се у Корнатском архипелагу око 1 km југозападно од крајњег јужног рта острва Жут. Њена површина износи 0,17 km², док дужина обалске линије износи 1,85 km. Највиши врх је висок 46 m. Грађена је од кречњака кредне старости. Административно припада општини Муртер-Корнати у Шибенско-книнској жупанији.